# Одричем се света (филм)

## Синопсис
Филм о младим девојкама са села које одлазе у манастир и прекидају сваку везу са спољашњим светом. Призори обреда у коме се девојке преобраћају из световног у посвећено, постају монахиње. 